# 大田ななみ
大田 ななみ（おおた ななみ、1993年10月8日 - ）は、日本の元女優。元グランパパプロダクション所属。
嵐山町立菅谷小学校、嵐山町立菅谷中学校、聖望学園高等学校、中央大学商学部卒業。
1994年、1歳の時にテレビドラマ『人間ドキュメント 服部良一物語』でデビュー。

## 出演

### テレビドラマ
- 人間ドキュメント 服部良一物語（1994年1月、フジテレビ）
- 金曜エンタテイメント 大家族デカ（1997年9月5日、フジテレビ） ‐ 南菜々 役
- 金曜エンタティメント 大家族デカ2（1998年8月28日、フジテレビ）
- 花王 愛の劇場 ひなたぼっこ（1998年12月7日 - 1999年1月29日、TBS）- 大宮ななみ 役
- ゲームの達人（2000年3月28日 - 5月2日、NHK BS1）
- サラリーマン金太郎2（2000年、TBS）
- 大河ドラマ 葵 徳川三代（2000年、NHK） - 千姫 役
- 愛人の掟（2000年、テレビ朝日）
- 私だってキレるわよ!（2001年、TBS）
- ズッコケ三人組3（2001年、NHK）
- 公僕の鎖（2001年、テレビ東京）
- ホステス探偵危機一髪3（2001年、TBS）
- 顔のない女（2001年、テレビ東京）
- 大河ドラマ 利家とまつ〜加賀百万石物語〜（2002年、NHK） - 豪 役
- 彼女たちの獣医学入門（2002年、NHK）
- 家政婦は見た!20（2002年、テレビ朝日）
- 月曜ミステリー劇場 探偵 左文字進6「避暑地の殺人者」（2002年10月7日、TBS） - 中谷理沙 役
- ショムニFOREVER（2003年、フジテレビ）
- メッセージ～言葉が裏切っていく～（2003年、読売テレビ）
- 火災調査官・紅蓮次郎（2003年、テレビ朝日）
- ツインズな探偵3（2003年） ‐ 松本千明
- 刑事☆イチロー（2003年、TBS）
- 世にも奇妙な物語（2003年、フジテレビ）
- こちら本池上署（2004年、TBS）
- ゴミは殺しを知っている6（2004年、TBS）
- 浅見光彦シリーズ ユタが愛した探偵（2004年、TBS）
- おかしな刑事2（2004年、テレビ朝日）
- 西村京太郎トラベルミステリー43 愛と殺意の津軽三味線（2005年、テレビ朝日）
- 踊る!親分探偵（2005年、フジテレビ）
- 浅見光彦シリーズ 熊本菊池伝説殺人事件（2005年、TBS）
- 警視庁鑑識課 ミッドナイトブルー（2006年、日本テレビ） - リエ 役
- 産婦人科病棟24時（2006年、日本テレビ）
- 時価1億円の女（2006年、テレビ朝日）

### 映画
- バトル・ロワイアル特別篇（2001年4月7日公開） - 幼い光子の友達 役
- バトル・ロワイアルII 【鎮魂歌】（2003年7月5日公開） - 仁絵 役
- 菊次郎の夏（1998年）
- オボエテイル（2005年） - あやこ 役
- 笑う大天使（2006年） - 史緒（幼少期）役
- ベロニカは死ぬことにした（2006年）

### 舞台
- TOKYOアリス（2001年）
- ミュージカル「美少女戦士セーラームーン」（2002年、サンシャイン劇場他） - ちびうさ／ちびムーン 役

### CM
- 吉德 ひな人形（1999年）
- ダノン フルーツセレクションヨーグルト（2004年）